# Radio (Zeitschrift)
Die Radio (russisch Радио) ist eine russische, monatlich erscheinende wissenschaftlich-technische Zeitschrift, die sich dem Amateurfunk, der Heimelektronik, Audiotechnik, Videotechnik, Computer und Telekommunikation widmet. Die Zeitschrift erscheint nach eigenen Angaben in 64 Ländern.

## Geschichte
In der Sowjetunion erschien die Zeitschrift im Verlag der DOSAAF. Die Zeitschrift wurde mit dem Rotbannerorden ausgezeichnet. Nach dem Zerfall der Sowjetunion wurde die Zeitschrift privatisiert, und die Registrierung beim Presse- und Informationsamt der Russischen Föderation erfolgte am  1. Juli 1992.
Die Vorgänger des Magazins waren:
- Das Magazin Radioljubitel (russisch Радиолюбитель für dt. Funkamateur), erste Ausgabe veröffentlicht am 15. August 1924, erschien alle zwei Wochen.
- Das Magazin „Radio wsem“ (russisch Радио всем), erste Auflage im September 1925 veröffentlicht, Mitte der 1930er Jahre umbenannt in Radiofront (russisch Радиофронт).

In den späten 1930er Jahren fusionierten Radiofront und Radioljubitel. Im Folgenden erschien das Magazin unter dem Titel Radiofront bis Juli 1941. Die erste Nachkriegs-Ausgabe wurde im Jahr 1946 unter dem Namen Radio veröffentlicht.

## Rubriken
- Elektrotechnik
- Radio-Empfang
- Messtechnik
- Computer
- Mikroprozessortechnik
- Spannungsversorgungen
- Amateurkonstruktionen
- angewandte Elektronik
- Fahrzeugelektronik
- Datenblätter
- Funk für Anfänger
- Funkbetrieb
- Ratgeber
- Anzeigen